# Cissus gossweileri
Cissus gossweileri är en vinväxtart som beskrevs av Exell & Mendonca. Cissus gossweileri ingår i släktet Cissus och familjen vinväxter. Inga underarter finns listade i Catalogue of Life.